# Dấu Thánh

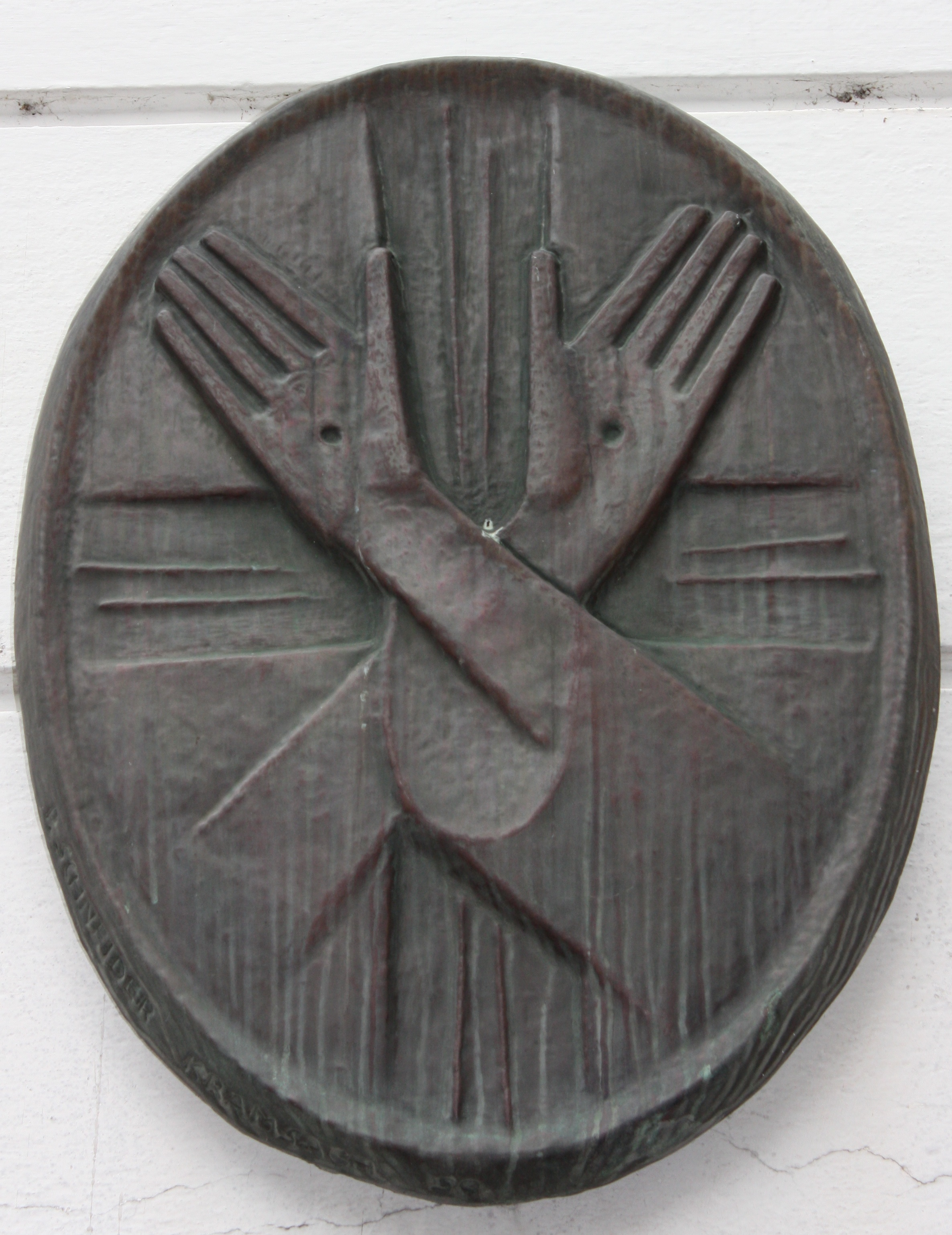
Dấu thánh ở bàn tay.

Dấu Thánh hay Năm dấu Thánh hoặc dấu Chúa (tiếng Hy Lạp: στίγμα, stigma; số nhiều: stigmata) là một thuật ngữ được các tín đồ Kitô giáo sử dụng để mô tả những dấu hiệu trên cơ thể, vết loét, hoặc cảm giác đau ở các vị trí tương ứng với những vết thương bị đóng đinh của Giêsu, chẳng hạn như ở lòng bàn tay, cổ tay và bàn chân.
Thuật ngữ này bắt nguồn từ dòng cuối trong bức thư của Thánh Phaolô gửi tín hữu Ga-la-ti, ông viết: "tôi đang mang trên thân thể mình những dấu [khổ hình] của Jesus".6:17 Stigmata là số nhiều của từ στίγμα (stigma) trong tiếng Hy Lạp có nghĩa là một vết bớt, hình xăm, dấu thích, hoặc dấu sắt nung để đánh dấu vật nuôi hay nô lệ.
Dấu thánh chủ yếu liên quan đến đức tin của Công giáo La Mã. Nhiều người được ghi nhận có mang dấu Thánh đều là tín hữu của các dòng tu Công giáo. Thánh Phanxicô thành Assisi là người đầu tiên mang dấu Thánh trong lịch sử Kitô giáo.
Phụ nữ mang dấu Thánh chiếm một tỷ lệ cao (có thể trên 80%) trong tổng số những người mang dấu Thánh. Trong cuốn Stigmata: A Medieval Phenomenon in a Modern Age (Dấu Thánh: Một hiện tượng thời trung cổ ở thời hiện đại), Ted Harrison cho rằng không có một cơ chế duy nhất tạo ra những dấu Thánh. Đã có nhiều trường hợp giả mạo dấu Thánh.

## Mô tả

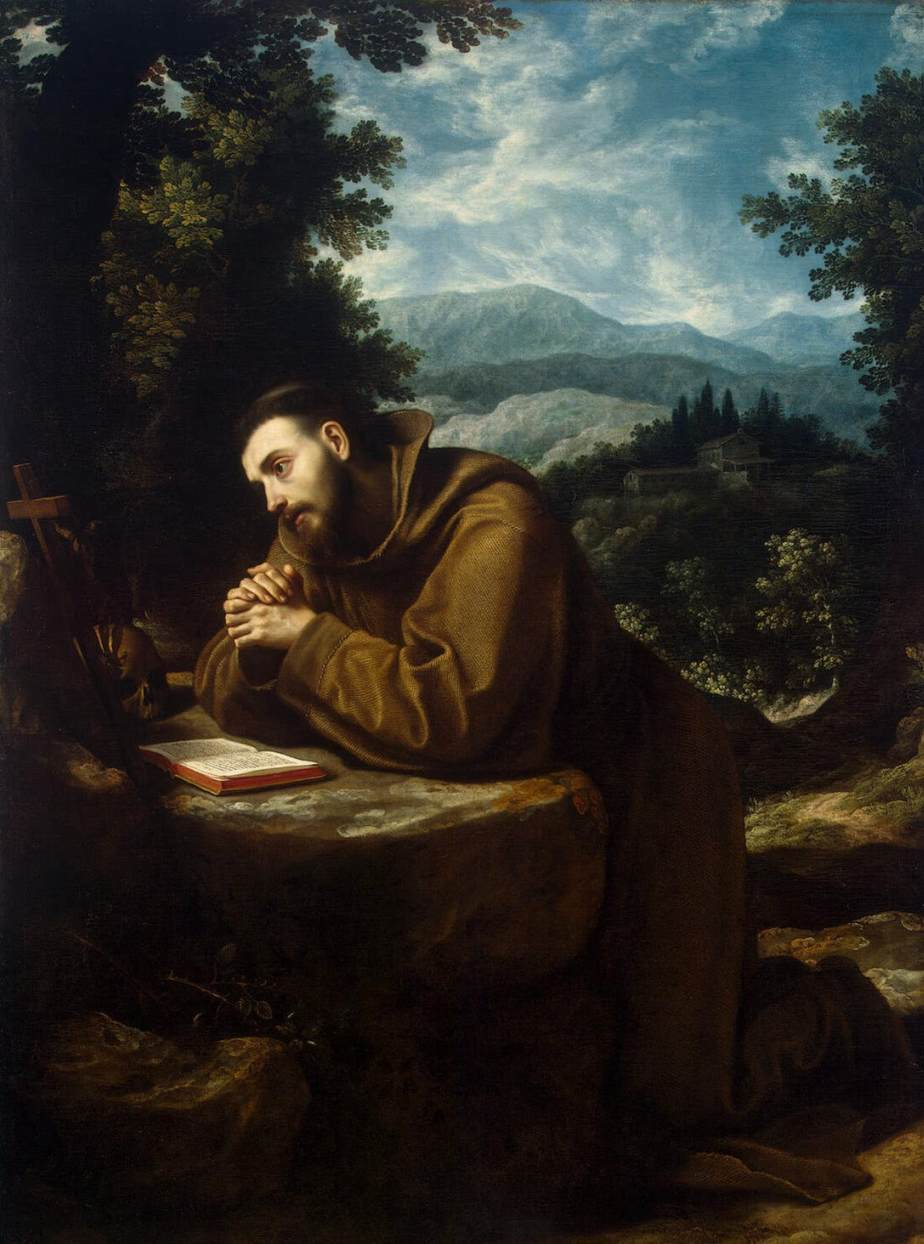
Phanxicô thành Assisi được xem như mang dấu Thánh của gương Chúa Giêsu.

Các trường hợp được ghi nhận cho thấy dấu thánh có nhiều hình thức khác nhau. Nhiều trường hợp mang một số hoặc tất cả năm vết thương Thánh. Theo Kinh Thánh, Giêsu bị thương lúc bị đóng đinh, gồm: những vết thương ở cổ tay và bàn chân gây ra do bị đinh đóng vào, và vết thương ở một bên hông do bị đâm bằng giáo. Một số người mang dấu Thánh có những vết thương ở trên trán tương tự như vết thương do mão gai gây nên. Dấu Thánh như vết thương do mão gai xuất hiện vào thế kỷ 20, ví dụ như trường hợp của Marie Rose Ferron, đã nhiều lần được ghi nhận bằng hình ảnh. Những hình thức khác cũng được ghi nhận, như nước mắt máu hoặc mồ hôi máu, và những vết thương trên lưng như bị đánh bằng roi.
Nhiều dấu thánh bị chảy máu định kỳ, chảy rồi ngưng và tái diễn, vào những thời điểm sau khi rước lễ, và một tỷ lệ lớn những người có dấu Thánh đã bày tỏ mong muốn được rước lễ thường xuyên. Một số tương đối lớn những người này cũng nhịn ăn (inedia), họ sống với lượng thức ăn và nước uống rất ít hoặc nhịn hẳn, nhưng vẫn thọ dụng Thánh Thể, trong một thời gian dài.